# Palhinha (futbolista)
Vanderlei Eustáquio de Oliveira (Belo Horizonte, 11 de junio de 1950-Belo Horizonte, 17 de julio de 2023) fue un futbolista brasileño, más conocido como Palhinha.

## Carrera
Palhinha comenzó su carrera de futbolista el año 1969 en Cruzeiro, club en el que jugó hasta 1976. En su última temporada en este equipo fue goleador de la Copa Libertadores y ayudó a su club a ganar por primera vez esta competencia. En 1977 fue transferido al Corinthians donde jugó hasta 1980. Este año nuevamente cambia de club, esta vez vistiendo la camiseta del Atlético Mineiro, uno de los principales rivales de su ex club Cruzeiro en el estado de Minas Gerais. En 1982 jugó por el Santos FC y fue transferido a Vasco da Gama ese mismo año. En 1983 vuelve a Cruzeiro, pero solo jugó dos años. En 1985 vistió la camiseta del América en el Campeonato Mineiro, retirándose finalmente ese año.

## Clubes

### Como jugador
| Club             | País   | Año       |
| ---------------- | ------ | --------- |
| Cruzeiro         | Brasil | 1969-1976 |
| Corinthians      | Brasil | 1977-1980 |
| Atlético Mineiro | Brasil | 1980-1981 |
| Santos           | Brasil | 1981      |
| Vasco da Gama    | Brasil | 1982      |
| Cruzeiro         | Brasil | 1983-1984 |
| América Mineiro  | Brasil | 1985      |

### Como entrenador
| Club                   | País           | Año  |
| ---------------------- | -------------- | ---- |
| América Mineiro        | Brasil         | 1985 |
| Atlético Mineiro       | Brasil         | 1987 |
| Rio Branco de Andradas | Brasil         | 1988 |
| Corinthians            | Brasil         | 1989 |
| Cruzeiro               | Brasil         | 1994 |
| Villa Nova             | Brasil         | 1995 |
| Al-Tai FC              | Arabia Saudita | 2002 |

## Selección brasileña
Palhinha representó a la Selección de fútbol de Brasil dieciséis veces entre 1973 y 1979, incluyendo los campeonatos Copa América de 1975 y 1979. En todas sus apariciones en la selección brasileña anotó un total de tres goles.

## Datos como goleador
Palhinha es el 16° goleador histórico de la Copa Libertadores, con 25 gritos en tan solo 30 partidos disputados a lo largo de toda su carrera en el máximo certamen continental. Su particularidad es el promedio anotador que alcanza el 0.83, el más alto dentro de los 50 máximos anotadores históricos de dicho torneo.